# Otto Posse

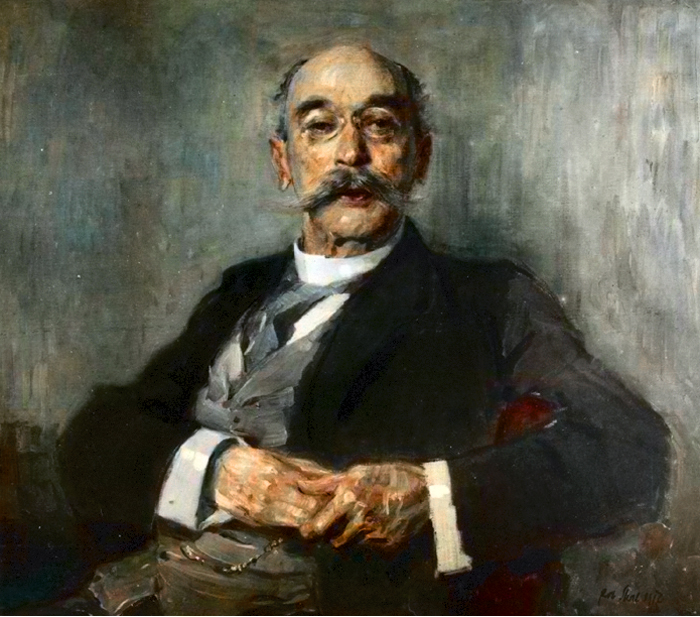
Bildnis Otto Posses, gemalt von Robert Sterl, 1917

Otto Adalbert Posse (* 29. Juli 1847 in Weißensee; † 13. November 1921 in Dresden) war ein deutscher Historiker und Archivar.

## Leben
Der Schüler von Leopold von Ranke und Georg Waitz wechselte nach einer Tätigkeit am Königlichen Staatsarchiv Marburg und am Großherzoglichen Staatsarchiv in Weimar 1875 nach Dresden an das Hauptstaatsarchiv, wo er sich insbesondere der Herausgabe des Codex diplomaticus Saxoniae regiae widmete. In Marburg wurde Posse im Jahr 1872 Mitglied der Freimaurerloge Marc Aurel zum flammenden Stern.
Grundlage der 800-Jahr-Feier des Hauses Wettin in Dresden 1889 war die Entdeckung des Staatsarchivars Otto Posse, dass der Ritter Heinrich von Eilenburg das Amt des Markgrafen von Meißen durch Kaiser Heinrich IV. übertragen bekommen hatte. Dieser nannte sein Geschlecht nach dem Stammschlosse Burg Wettin, was urkundlich aus dem Jahr 1089 belegt war.
1919 wurde Otto Posse pensioniert.
Heutigen Mediävisten ist Posse durch die nach wie vor nicht übertroffene Aufarbeitung der deutschen Herrschersiegel bekannt. Sein Sohn Hans Posse war Kunsthistoriker und Sonderbeauftragter Hitlers für den Aufbau des „Führermuseums“ in Linz.

## Werke
- Die Markgrafen von Meissen und das Haus Wettin bis zu Konrad dem Grossen. Giesecke & Devrient, Leipzig 1881 (Digitalisat).
- (Hrsg.): Die Siegel der Wettiner und der Landgrafen von Thüringen, der Herzöge von Sachsen-Wittenberg und Kurfürsten von Sachsen aus askanischem Geschlecht: nebst einer Abhandlung über Heraldik und Sphragistik der Wettiner. Giesecke & Devrient, Leipzig 1893
  - Teil 1: Die Siegel der Wettiner bis 1324 und der Landgrafen von Thüringen bis 1247 [1888, erschienen 1893] (Digitalisat).
  - Teil 2: Die Siegel der Wettiner von 1324–1486 und der Herzöge von Sachsen-Wittenberg und Kurfürsten von Sachsen aus askanischem Geschlecht: nebst einer Abhandlung über Heraldik und Sphragistik der Wettiner (Digitalisat).
- Handschriften-Konservirung. Nach den Verhandlungen der St. Gallener Internationalen Konferenz zur Erhaltung und Ausbesserung alter Handschriften von 1898 sowie der Dresdner Konferenz Deutscher Archivare von 1899. Verlag des Apollo, Dresden 1899.
- Die Siegel des Adels der Wettiner Lande bis zum Jahre 1500. Apollo, Dresden 1903–1917
  - Bd. 1: Grafen von Käfernburg-Schwarzburg, Vögte von Weida, Plauen und Gera, Adel Buchstabe A. Verlag des Apollo (Franz Hoffmann) 1903 (Digitalisat).
  - Bd. 2: Buchstaben B und C. Baensch, Dresden 1906 (Digitalisat).
  - Bd. 3: Buchstaben D bis Hen. Baensch, Dresden 1906 (Digitalisat).
  - Bd. 4: Buchstaben Her bis M. Baensch, Dresden 1911 (Digitalisat).
  - Bd. 5: Buchstaben N bis Schellevilz. Baensch, Dresden 1917 (Digitalisat).
- Die Siegel der deutschen Kaiser und Könige. Baensch. Dresden 1909–1913 (Neudruck Leipzig 1981)
  - Bd. 1: Von Pippin bis Ludwig den Bayern. 751–1347. 1909 (Digitalisat).
  - Bd. 2: Von Karl IV. bis Friedrich III. Mittelalterliche Fälschungen. Landfriedensiegel: 1347–1493. 1910 (Digitalisat).
  - Bd. 3: Von Maximilian I. bis Josef I.: 1493–1711. 1912 (Digitalisat).
  - Bd. 4: Von Karl VI. bis Franz II., Wilhelm I. bis Wilhelm II. Reichsvikariat, Reichskammergericht, Kurfürstenkollegium, Nachtr.: 1711–1806. 1871–1913. 1913 (Digitalisat).
  - Bd. 5: Das Siegelwesen der deutschen Kaiser und Könige von 751 bis 1913. 1913 (Digitalisat).
- Die Urahnen des Fürstlichen und Gräflichen Hauses Schönburg. Baensch, Dresden 1914 (Digitalisat).[2]
- Die Siegel der Erzbischöfe und Kurfürsten von Mainz. Erzkanzler des Deutschen Reiches bis zum Jahre 1803. Baensch, Dresden 1914 (Digitalisat).